# Partizione delle Alpi

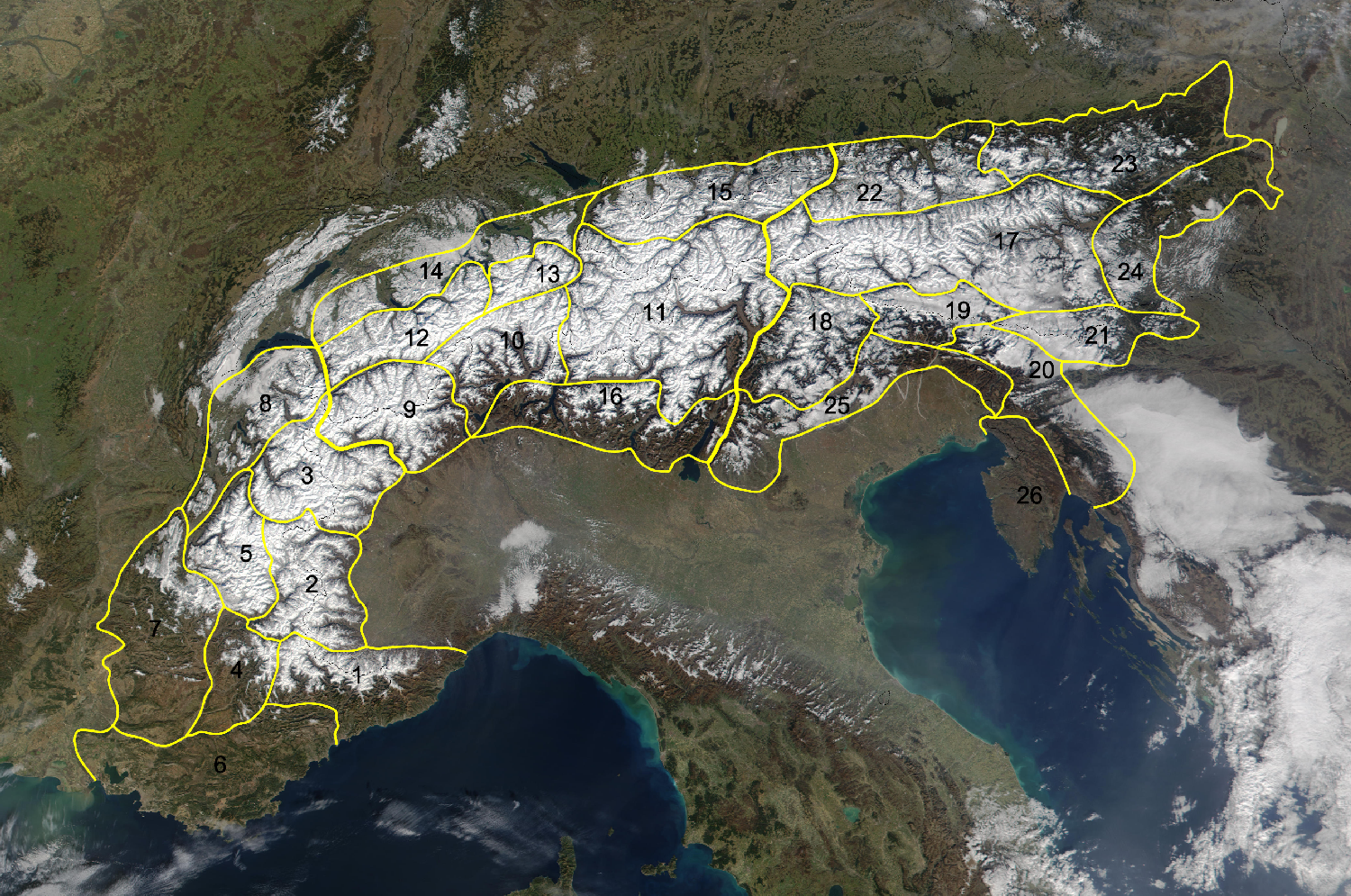
Foto satellitare con le 26 sezioni della Partizione delle Alpi.

Schema generale

La Partizione delle Alpi è una classificazione della catena alpina adottata nel 1924 in occasione del IX Congresso Geografico Italiano ed ufficializzata nel 1926 ed è stata una delle prime tra le suddivisioni europee a prendere in considerazione l'intero territorio alpino e non solo quello compreso all'interno dei confini di un singolo stato. 
È tuttora utilizzata in molti testi didattici e studi, a volte con alcuni aggiornamenti. La suddivisione didattica tradizionale delle Alpi italiane è basata in larga parte sulla Partizione delle Alpi, e in particolare sul documento "Nomi e limiti delle grandi parti del Sistema Alpino". 
La ripartizione principale individua in tutto il sistema alpino tre grandi parti: Alpi Occidentali, Alpi Centrali e Alpi Orientali, suddivise a loro volta in 26 sezioni e 112 gruppi. 
Per facilitare la memorizzazione della sequenza delle sezioni che formano lo spartiacque principale, si utilizza nelle scuole la frase MA COn GRAn PENa LE RE-CA GIÙ (Alpi Marittime, Cozie, Graie, Pennine, Lepontine, Retiche, Carniche, Giulie).

## Alpi Occidentali
Secondo la Partizione delle Alpi, le Alpi Occidentali vanno dal colle di Cadibona al col Ferret e la loro cima più elevata è il Monte Bianco (4810 m). Seguendo il criterio della Partizione, le Alpi Occidentali sono suddivise nelle sezioni e nei gruppi elencati nella tabella sottostante
| Numero della sezione | Nome italiano         | Nome francese        | Limiti | Gruppi | Massima altitudine                     | Foto del monte più alto |
| -------------------- | --------------------- | -------------------- | --- | --- | -------------------------------------- | ----------------------- |
| 1                    | Alpi Marittime        | Alpes maritimes      | dal Colle di Cadibona al Colle della Maddalena                                                                               | 1a Alpi Liguri 1b Alpi del Varo 1c Prealpi di Nizza                                                                                          | 3.297 m (Monte Argentera)              |                         |
| 2                    | Alpi Cozie            | Alpes cottiennes     | dal Colle della Maddalena al Colle del Moncenisio                                                                            | 2a Alpi Cozie meridionali o Alpi del Monviso 2b Alpi Cozie centrali o Alpi del Monginevro 2c Alpi Cozie settentrionali o Alpi del Moncenisio | 3.841 m (Monviso)                      |                         |
| 3                    | Alpi Graie            | Alpes grée           | dal Colle del Moncenisio al Col Ferret                                                                                       | 3a Gruppo del Gran Paradiso 3b Alpi della Tarantasia 3c Gruppo del Monte Bianco                                                              | 4.808 m (Monte Bianco)                 |                         |
| 4                    | Alpi di Provenza      | Alpes de Provence    | Dal corso del Verdon al corso superiore della Durance                                                                        | 4a Gruppo dell'Asse 4b Gruppo della Bléone                                                                                                   | 2.961 m (Tête de l'Estrop)             |                         |
| 5                    | Alpi del Delfinato    | Alpes du Dauphiné    | Torrente Guisane, fiume Durance, Lago di Serre-Ponçon, fiume Drac, fiume Isère, fiume Arc, torrente Valloirette              | 5a Gruppo del Champsaur 5b Massiccio del Pelvoux 5c Alpi di Moriana                                                                          | 4.103 m (Barre des Écrins)             |                         |
| 6                    | Prealpi di Provenza   | Préalpes de Provence | Tra il Mar Mediterraneo, il Varo, il corso medio del Verdon e il corso inferiore della Durance                               | 6a Chaînes des Plans 6b Montagna di Sainte Victoire 6c Massiccio della Sainte Baume 6d Monti dei Maures 6e Massiccio dell'Esterel            | 1.996 m (Puy de Rent)                  |                         |
| 7                    | Prealpi del Delfinato | Préalpes du Dauphiné | Tra il Rodano, l'Isère, il medio corso della Durance e il Drac                                                               | 7a Massiccio del Luberon 7b Prealpi di Vaucluse 7c Prealpi del Devoluy 7d Vercors                                                            | 2.790 m (Grande Tête de l'Obiou)       |                         |
| 8                    | Prealpi di Savoia     | Préalpes de Savoie   | tra il Trient, l'Arve, l'Arly, l'Isère, il Lago di Ginevra e il tratto del Rodano compreso tra Martigny e il lago di Ginevra | 8a Alpi dello Sciablese 8b Catena del Reposoir 8c Prealpi dei Bauges 8d Massiccio della Grande Chartreuse                                    | 3.257 m (Haute Cime des Dents du Midi) |                         |

## Alpi Centrali
Secondo la Partizione delle Alpi, le Alpi Centrali vanno dal Col Ferret al Passo del Brennero e la loro cima più elevata è il Monte Rosa (4634 m). Seguendo il criterio della Partizione, le Alpi Centrali sono suddivise nelle sezioni e nei gruppi elencati nella tabella sottostante.
| Numero della sezione | Nome italiano                  | Nome tedesco        | Limiti | Gruppi | Massima altitudine                 | Foto del monte più alto |
| -------------------- | ------------------------------ | ------------------- | --- | --- | ---------------------------------- | ----------------------- |
| 9                    | Alpi Pennine                   | Penninische Alpen   | dal Col Ferret al Passo del Sempione                                                                            | 9a Alpi del Vallese 9b Gruppo della Valsesia | 4.634 m (Monte Rosa - Punta Dufur) |                         |
| 10                   | Alpi Lepontine                 | Lepontinische Alpen | dal Passo del Sempione al Passo dello Spluga                                                                    | 10a Gruppo del Monte Leone 10b Alpi dell'Adula 10c Alpi Ticinesi | 3.552 m (Monte Leone)              |                         |
| 11                   | Alpi Retiche                   | Rätische Alpen      | dal Passo dello Spluga al Passo di Resia                                                                        | 11a Alpi dell'Albula e Gruppo del Silvretta 11b Alpi del Plessur 11c Catena del Reticone 11d Gruppo del Verwall 11e Massiccio del Bernina 11f Gruppo dell'Umbraglio 11g Alpi Venoste 11h Alpi Breonie 11i Alpi Sarentine 11j Alpi dell'Ortles 11k Monti della Val di Non 11l Gruppo dell'Adamello 11m Dolomiti di Brenta | 4.050 m (Pizzo Bernina)            |                         |
| 12                   | Alpi Bernesi                   | Berner Alpen        | Tra il Rodano e la Reuss, il Lago dei Quattro Cantoni, il Lago di Brienz, il Lago di Thun, il Simme e la Sarine | 12a Massiccio del Finsteraarhorn 12b Gruppo del Wildhorn 12c Alpi Urane | 4.274 m (Finsteraarhorn)           |                         |
| 13                   | Alpi di Glarona                | Glarner Alpen       | tra la Reuss et il Reno                                                                                         | 13a Gruppo del Tödi 13b Gruppo della Sardona | 3.614 m (Tödi)                     |                         |
| 14                   | Prealpi svizzere               | Schweizer Voralpen  | tra il Lago di Ginevra e il Lago di Costanza fino all'Altipiano Svizzero                                        | 15a Prealpi della Simmental 15b Prealpi dell'Emmental 15c Prealpi della Linth | 2.970 m (Schilthorn)               |                         |
| 15                   | Alpi Bavaresi Prealpi Bavaresi | Bayrische Voralpen  | tra il Reno, il Lago di Costanza, l'Arlberg, l'Inn e l'Altipiano Bavarese                                       | 14a Alpi dell'Algovia 14b Alpi della Lechtal 14b Monti dell'Achensee | 2.657 m (Großer Krottenkopf)       |                         |
| 16                   | Prealpi Lombarde               | -                   | tra il Lago Maggiore, l'Adda, l'Adige e la Pianura Padana                                                       | 16a Prealpi Luganesi 16b Alpi Orobie 16c Prealpi Bergamasche 16d Prealpi Bresciane 16e Prealpi Giudicarie 16f Gruppo del Monte Baldo | 3.050 m (Pizzo Coca)               |                         |

## Alpi Orientali
Secondo la Partizione delle Alpi, le Alpi Orientali vanno dal Passo del Brennero al Passo di Vrata e la loro cima più elevata è il Großglockner (3798 m). Seguendo il criterio della Partizione, le Alpi Orientali sono suddivise nelle sezioni e nei gruppi elencati nella tabella sottostante.
| Numero della sezione | Nome italiano                            | Nome tedesco o sloveno              | Limiti                                                                                                   | Gruppi | Massima altitudine        | Foto del monte più alto |
| -------------------- | ---------------------------------------- | ----------------------------------- | --- | --- | ------------------------- | ----------------------- |
| 17                   | Alpi Noriche                             | Norische Alpen (ted.)               | dal Passo del Brennero al Passo di Schober (tratta austriaca) o alla Sella di Dobbiaco (tratta italiana) | 17a Prealpi del Tux 17b Alpi della Zillertal 17c Alti Tauri 17d Bassi Tauri 17e Alpi di Carinzia                                                                         | 3.798 m (Großglockner)    |                         |
| 18                   | Dolomiti                                 | Dolomiten (ted.)                    | tra l'Adige, il Piave e il Rienza                                                                        | 18a Alpi di Gardena e di Fassa 18b Gruppo della Marmolada 18c Alpi d'Ampezzo e di Cadore 18d Alpi della Valsugana e di Primiero                                          | 3.343 m (Marmolada)       |                         |
| 19                   | Alpi Carniche                            | Karnische Alpen (ted.)              | dal Passo di Monte Croce Comelico alla Sella di Camporosso                                               | 19a Alpi della Gail 19b Alpi di Tolmezzo | 2.780 m (Monte Coglians)  |                         |
| 20                   | Alpi Giulie                              | Julijske Alpe (slov.)               | dalla Sella di Camporosso al Passo di Vrata                                                              | 20a Alpi Giulie settentrionali 20b Alto Carso 20c Carso Corniolino | 2.863 m (Monte Tricorno)  |                         |
| 25                   | Prealpi Trivenete                        | -                                   | tra l'Adige, il Brenta, il Piave, il Tagliamento e l'Isonzo                                              | 21a Monti Lessini 21b Altopiano di Asiago 21c Monte Grappa 21d Prealpi Bellunesi 21e Prealpi Carniche 21f Prealpi Giulie                                                 | 2.706 m (Cima dei Preti)  |                         |
| 26                   | Carso                                    | Kras (slov.)                        | tra l'Isonzo e il Golfo del Quarnaro                                                                     | 22a Piccolo Carso 22b Carso Istriano | 1.396 m (Monte Maggiore)  |                         |
| 22                   | Alpi Salisburghesi Prealpi di Salisburgo | Salzburger Voralpen (ted.)          | | 23a Alpi di Kitzbühel 23b Steinernes Meer 23c Kaisergebirge 23d Leoganger Steinberge 23e Tennengebirge 23f Monti del Dachstein                                           | 2.863 m (Hoher Dachstein) |                         |
| 23                   | Alpi Austriache Prealpi Austriache       | Österreichische Voralpen (ted.)     | tra la Traun, la Salza, la Mürz e il Danubio                                                             | 24a Totes Gebirge 24b Gruppo del Pyhrgass 24c Sengsengebirge 24d Alpi dell'Ennstal 24e Hochschwab 24f Raxalpe 24g Schneeberg 24h Prealpi dell'Ötscher 24i Selva Viennese | 2.277 m (Hochschwab)      |                         |
| 24                   | Prealpi di Stiria                        | Steirische Voralpen (ted.)          | tra la Drava, il Lavant, la Mürz e la pianura del Danubio                                                | 25a Alpi di Stub 25b Alpi di Glein 25c Alpi di Hoch 25d Alpi di Kor 25e Windichen Bühel 25f Monti Stiriani 25g Bucklige Welt 25h Rosalien-Gebirge                        | 2.187 m (Ameringkogel)    |                         |
| 21                   | Prealpi Caravanche - Bacher              | Karawanken (ted.) Karavanke (slov.) | tra la Drava e la Sava                                                                                   | 26a Catena delle Caravanche 26b Pohorie o Bachergebirge | 2.558 m (Grintovec)       |                         |

## Confronto con la Suddivisione Orografica Internazionale Unificata del Sistema Alpino
La Partizione delle Alpi fu una delle prime a considerare tutta la catena alpina e per questo si diffuse a livello internazionale ed è alla base anche di recenti testi italiani e francesi dedicati al sistema alpino. 
Secondo l'autore della Suddivisione Orografica Internazionale Unificata del Sistema Alpino, tuttavia, tale classificazione è italo-centrica, perché non condivide la bipartizione (individuando tre "grandi parti" e non due) ed in generale le classificazioni del sistema alpino in uso in altri Stati, come l'Austria; secondo lo studioso, inoltre, è basata su presupposti errati, perché include nella catena alpina territori che, secondo alcuni studiosi, non ne farebbero parte.
Anche la SOIUSA, d'altra parte, ha ricevuto delle critiche; ad esempio Werner Bätzing la considera "una miscela di punti di vista molto diversi, definiti in modo pragmatico e non sistematico", cosa che, secondo lo studioso, porta ad una mancanza di chiarezza sui criteri adottati per la suddivisione. 
Nella tabella sottostante sono indicate le principali differenze che distinguono la Partizione delle Alpi dalla Suddivisione Orografica Internazionale Unificata del Sistema Alpino.
|                                                                         | Partizione delle Alpi | SOIUSA |
| ----------------------------------------------------------------------- | --- | --- |
| Partizione generale                                                     | tre "grandi parti" (Alpi Orientali, Alpi Centrali, Alpi Occidentali)                                                                                           | due "grandi parti" (Alpi Occidentali, Alpi Orientali), secondo il criterio usato nella letteratura geografica in lingua tedesca |
| Punti estremi delle Alpi                                                | dal Colle di Cadibona al Passo di Vrata | dal Colle di Cadibona al bacino di Vienna, secondo il criterio usato nella letteratura geografica in lingua tedesca |
| Alpi Liguri e Alpi Marittime                                            | le Alpi Liguri costituiscono un gruppo della sezione "Alpi Marittime"                                                                                          | sono due sezioni indipendenti |
| monti meridionali della Provenza                                        | inclusi nelle Alpi | esclusi, seguendo il criterio dello studioso francese Raoul Blanchard |
| Alpi di Provenza e Prealpi di Provenza                                  | costituiscono due settori distinti | riuniti nel settore "Alpi e Prealpi di Provenza" |
| Monti di Vaucluse, di Lure e del Luberon                                | inclusi nelle Prealpi del Delfinato | inclusi nelle Alpi e Prealpi di Provenza, essendo amministrativamente in questa regione |
| alcune aree meridionali dell'Altipiano svizzero                         | incluse nelle Prealpi svizzere | escluse dalle Alpi, secondo il criterio della letteratura geografica svizzera che li considera parte dell'Altipiano svizzero |
| Prealpi Lombarde                                                        | costituiscono un'unica sezione delle Alpi Centrali | suddivise in tre sezioni, due ricadenti nelle Alpi Centro-orientali (Prealpi Luganesi e Alpi e Prealpi Bergamasche), ed uno appartenente alle Alpi Sud-orientali (Prealpi Bresciane e Gardesane). Ciò è una conseguenza della scelta di dividere le Alpi in due sole parti, ossia "Alpi Occidentali" ed "Alpi Orientali", secondo il criterio della letteratura geografica in lingua tedesca.                       |
| Alpi Retiche                                                            | costituiscono un'unica sezione delle Alpi Centrali | suddivise in tre sezioni, due ricadenti nelle Alpi Centro-orientali (Alpi Retiche occidentali e Alpi Retiche orientali), ed uno appartenente alle Alpi Sud-orientali (Alpi Retiche meridionali). Ciò è una conseguenza della scelta di dividere le Alpi in due sole parti, ossia "Alpi Occidentali" ed "Alpi Orientali", secondo il criterio della letteratura geografica in lingua tedesca.                        |
| denominazione "Alpi Noriche"                                            | denominazione del settore delle Alpi compreso tra il Passo del Brennero al Passo di Schober                                                                    | denominazione non usata, in quanto assente nella letteratura geografica austriaca più recente, che l'ha abbandonata perché comprende un'area considerata troppo vasta; la zona considerata "Alpi Noriche" dalla Partizione delle Alpi è suddivisa nella SOIUSA in Alpi dei Tauri occidentali (sez. 17), Alpi dei Tauri orientali (sez. 18), Alpi di Stiria e Carinzia (sez. 19) ed Alpi scistose tirolesi (sez. 23) |
| denominazioni "Alpi Bavaresi", "Alpi Salisburghesi" e "Alpi Austriache" | denominazioni utilizzate | denominazioni non utilizzate, in quanto assenti nella moderna letteratura geografica in lingua tedesca. |
| Alpi Giulie                                                             | estese dalla Sella di Camporosso sino al Passo di Vrata | estese dalla Sella di Camporosso sino alla Sella di Godovici, escludendo un settore considerato dalla letteratura geografica slovena ed austriaca non appartenente alle Alpi, ma al sistema montuoso dinarico |
| Carso                                                                   | incluso nel sistema alpino | escluso dal sistema alpino, secondo il criterio seguito nella letteratura geografica slovena |
| denominazione "Prealpi Slovene"                                         | non presente; la zona corrispettiva è considerata parte delle Alpi Giulie (la parte occidentale), oppure non facente parte del sistema alpino (zona orientale) | denominazione utilizzata per indicare una sezione alpina, secondo il criterio seguito nella letteratura geografica slovena |

L'inclusione o l'esclusione del Carso nel sistema alpino è da tempo oggetto di dibattito. L'inclusione è stata sostenuta in tempi recenti anche dallo studioso italiano di fenomeni carsici Fabio Forti; egli ha affermato che, secondo la letteratura alpina la regione è sì una cerniera tra sistema alpino e sistema dinarico, ma è da attribuirsi al primo per questioni storiche, geografiche, geomorfologiche e geologiche. La SOIUSA esclude invece il Carso dal sistema alpino, in quanto secondo la letteratura geografica slovena, la zona del Carso appartiene alle Alpi Dinariche, suddiviso nel seguente modo: Montagne dell'Istria e del Carso (sigla A1); Gruppo della Selva di Tarnova (sigla B1); Gruppo del Monte Nevoso-Risnjak (sigla B2); Largo altopiano della Carniola-interna e della Bassa Carniola (sigla B3).